# Cimetière monumental de Messine
Pour les articles homonymes, voir cimetière monumental.

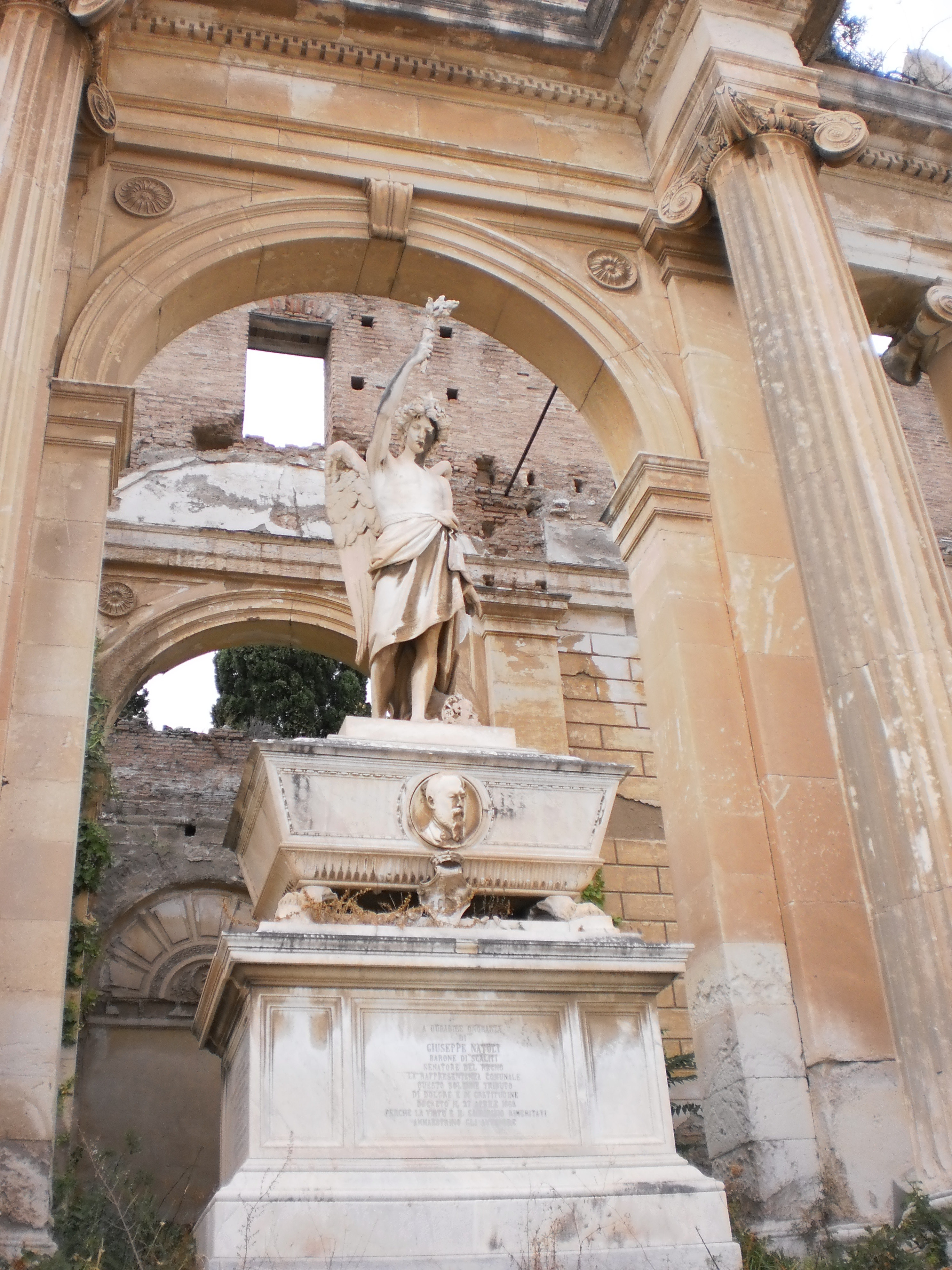
Monument dans le Famedio à la mémoire du sénateur Giuseppe Natoli

Le cimetière monumental de Messine (en italien le cimitero monumentale di Messina, dit aussi Gran camposanto) est la plus grande nécropole de Messine.
Il s'agit d'un des cimetières avec celui de Staglieno qui comporte le plus grand nombre d'œuvres sculptées d'Italie,. Il comporte un grand nombre de statues et de réalisations architecturales propres à l'architecture messinèse.
Il se situe à proximité de la zone centrale de la ville , en face de la villa Dante sur la via Catania et s'étend sur une vingtaine d'hectares.

## Histoire
L'appel d'offres pour la construction du cimetière date de 1854, pendant l’épidémie de choléra qui sévissait à Messine et toute la Sicile.
L'appel d'offre squi est ouvert à tous les opérateurs du royaume des Deux-Siciles est remporté par l'architecte de Messine Leone Savoja mais il faut attendre sept ans pour que le conseil communal entérine la décision. Les travaux débutent néanmoins en 1865.

## Sources
- (it) Cet article est partiellement ou en totalité issu de l’article de Wikipédia en italien intitulé « Cimitero monumentale di Messina » (voir la liste des auteurs).